# Pieter Gerritszn. van Ruytenburch
Pieter Gerritszn. van Ruytenburch (1562 - 1627) was een kruidenkoopman in Amsterdam. 
Voor 26.000 gulden kocht hij in 1611 Vlaardingen en Vlaardingerambacht van Karel van Arenberg.
Hij is vooral bekend als vader van Willem van Ruytenburch, die voorkomt op de De Nachtwacht.

## Bron
- Geschiedenis van Vlaardingen